# Nicole Pano
Nicole Pano est une actrice et cascadeuse américaine.

## Filmographie
- 1996 : Baja Run : la caissière mexicaine
- 1998 : Le Prince de Sicile : la grande sœur de Rosa (non créditée)
- 2001 : Scary Movie 2 (cascadeuse)
- 2003 : Doggy Fizzle Televizzle (en) (série TV) : l'activiste politique
- 2003 : The Tonight Show (émission) : divers
- 2003 : Music Is a Joke! (TV) : divers
- 2004 : Hair Show : la conductrice
- 2004–2007 : Jimmy Kimmel Live! (émission) : personnages divers
- 2005 : Médium (série TV) : D.A. Assistant
- 2005 : NCIS : Enquêtes spéciales (série TV) : Sally
- 2006 : Toole's Substitute : la femme sur la vidéo musicale
- 2008 : Kinescoping Dr. Travis (vidéofilm) : Celia
- 2009 : Comedy Central Roast of Joan Rivers (TV) : reporter
- 2010 : Mon beau-père et nous : la professeur d'arts